# Sixième district congressionnel de Pennsylvanie
Le 6e district congressionnel de Pennsylvanie est un district de l'État de Pennsylvanie. Il comprend tout le comté de Chester et la partie sud-est du comté de Berks, y compris la ville de Reading et sa banlieue sud-est. Le district est représenté par la Démocrate Chrissy Houlahan, qui siège au Congrès depuis 2019. Tel qu'il est actuellement dessiné, le district est parmi les plus riches de Pennsylvanie. La Cour suprême de Pennsylvanie a redessiné le district en février 2018 après avoir jugé la carte précédente inconstitutionnelle.
Jim Gerlach a été représentant du district de 2003 à 2014. En 2004 et 2006, Gerlach a été réélu contre son collègue avocat et maintenant juge de la Cour des plaidoyers communs du Comté de Montgomery, Lois Murphy. En 2008, il s'est présenté avec succès aux élections contre l'homme d'affaires et vétéran Bob Roggio. Aux élections de 2010 et 2012, Gerlach a battu le médecin et vétéran de la guerre en Irak Manan Trivedi, le candidat démocrate.
En janvier 2014, Gerlach a annoncé qu'il ne se présenterait pas à la réélection au 114e Congrès. Dans la course pour succéder à Gerlach, le commissaire du comté de Chester, Ryan Costello, a remporté l'investiture républicaine et Manan Trivedi a obtenu l'investiture du parti démocrate.
En février 2018, à la suite du redessinage des circonscriptions ordonné par la Cour suprême de Pennsylvanie, Costello a annoncé qu'il ne se présenterait pas à la réélection et qu'il prendrait sa retraite à la fin du 115e Congrès, laissant l'homme d'affaires Greg McCauley comme seul candidat républicain tandis que les démocrates nommaient un vétéran de l'armée de l'air Chrissy Houlahan. Houlahan a battu McCauley aux élections générales.

## Géographie

### 2003 à 2012
Avant le redécoupage ordonné par le tribunal, l'incarnation du 6e district remontait à 2002. Sa forme étrange a suscité des accusations de gerrymandering de la part des démocrates qui ont soutenu qu'il « se profile comme un dragon descendant sur Philadelphie depuis l'ouest, divisant les villes et les communautés à travers les comtés Montgomery et Berks ». La combinaison de zones suburbaines très riches de Philadelphie et de zones rurales peu peuplées a peut-être été conçue pour attirer les électeurs républicains, mais les changements dans les modes de vote dans le sud-est de la Pennsylvanie ont rendu le district beaucoup plus compétitif. Le district avait un score CPVI de R+1 après le redécoupage de 2012. Il était auparavant classé D+4. Le district comprenait des parties du comté de Montgomery, du comté de Chester, du comté de Berks et du comté de Lehigh. Les plus grandes villes du district étaient Reading et Norristown.

### 2013 à 2018
Le redécoupage de 2011/2012 l'a modifié pour inclure des parties des comtés de Chester, Montgomery, Berks et Lebanon. Les municipalités suivantes constituaient le sixième arrondissement :

#### Comté de Berks
| Villes | Arrondissement |
| --- | --- |
| - Alsace - Bern - Colebrookdale - Cumru District 1,4,6 et 7 - Exeter - Heidelberg - Herford District 2 - Lower Alsace District 2 - Lower Heidelberg - Maidencreek - Marion - Muhlenberg 2,3,5,6,7,8 et 9 - North Heidelberg - Ontelaunee - Penn - Richmond - Rockland - Ruscombmanor - South Heidelberg - Spring District 5,7 et 8 - Washington | - Bally - Bechtelsville - Bernville - Birdsboro - Boyertown - Fleetwood - Kenhorst - Laureldale District 1 (en partie) - Leesport - Robesonia - Shillington - Sinking Spring - St. Lawrence - Wernersville - Womelsdorf - Wyomissing District 1,2,4 et 5 |

#### Comté de Chester
| Villes | Arrondissement                                                      |
| --- | ------------------------------------------------------------------- |
| - Caln - Charlestown - East Bradford District 1 - East Brandywine - East Caln - East Goshen - East Nantmeal - East Pikeland - East Whiteland - Easttown - Londonderry - North Coventry - Schuylkill - South Coventry - Thornbury - Tredyffrin - Upper Uwchlan - Uwchlan - West Bradford District 1,2 et 3 - West Goshen - West Pikeland - West Vincent - West Whiteland - Westtown - Willistown | - Downingtown - Malvern - Phoenixville - Spring City - West Chester |

#### Comté de Lebanon
| Villes                                                                                        | Arrondissement                                                                  |
| --------------------------------------------------------------------------------------------- | ------------------------------------------------------------------------------- |
| - Heidelberg - Jackson - Millcreek - North Lebanon District E - South Lebanon - West Cornwall | - Cornwall - Myerstown - Richland - City of Lebanon - Wards 1,2,4,5,7,8,9 et 10 |

#### Comté de Montgomery
| Villes | Arrondissement                                                                                            |
| --- | --- |
| - Douglass - Limerick - Lower Pottsgrove - Lower Providence - New Hanover - Perkiomen District 1,2 - Upper Hanover District 3 - Upper Pottsgrove - Upper Providence - West Norriton District 1,2,3 - West Pottsgrove | - Collegeville - East Greenville - Pennsburg - Pottstown - Red Hill - Royersford - Schwenksville - Trappe |

### 2019
La carte ordonnée par le tribunal a fait du 6e, un district plus compact dans les comtés de Berks et de Chester.

## Historique de vote
| Année | Poste        | Résultats                    |
| ----- | ------------ | ---------------------------- |
| 2002  | Représentant | Gerlach (en) 51,4 % – 48,6 % |
| 2004  | Président    | Kerry 52,0 % – 48,0 %        |
| 2004  | Représentant | Gerlach (en) 51,0 % – 49,0 % |
| 2006  | Représentant | Gerlach (en) 50,7 % – 49,3 % |
| 2008  | Président    | Obama 58,0 % – 41,0 %        |
| 2008  | Représentant | Gerlach (en) 52,1 % – 47,9 % |
| 2010  | Représentant | Gerlach (en) 57,1 % – 42,9 % |
| 2012  | Président    | Romney 50,6 % – 48,1 %       |
| 2012  | Représentant | Gerlach (en) 57,1 % – 42,9 % |
| 2014  | Représentant | Costello 56,3 % – 43,7 %     |
| 2016  | Président    | Clinton 47,6 % – 47,0 %      |
| 2016  | Représentant | Costello 57,3 % – 42,7 %     |
| 2018  | Représentant | Houlahan 58,8 % – 41,1 %     |
| 2020  | Président    | Biden 56,9 % – 41,9 %        |
| 2020  | Représentant | Houlahan 56,1 % – 43,9 %     |
| 2022  | Gouverneur   | Shapiro 61,0 % – 37,0 %      |
| 2022  | Sénat        | Fetterman 56,0 % – 41,0 %    |

## Liste des Représentants du district

### 1791 - 1793: Un siège
Le district fut établi en 1791 depuis le district at-large.
| Membre                         | Parti               | Années                   | Congrès | Histoire électorale                                 |
| ------------------------------ | ------------------- | ------------------------ | ------- | --------------------------------------------------- |
| District établi le 4 mars 1791 |                     |                          |         |                                                     |
| Andrew Gregg                   | Anti-Administration | 4 mars 1791 - 3 mars 193 | 2e      | Élu en 1791. Redécoupage vers le district at-large. |

### 1795 - 1823: Un siège, puis deux
District créée en 1795.
| 4e        | 4 mars 1795 - 3 mars 1797        | Samuel Maclay (en)    | Républicain-Démocrate | Élu en 1794. Perd sa réélection.                                            | Second siège ajouté en 1813. | Second siège ajouté en 1813. | Second siège ajouté en 1813. |
| 5e - 7e   | 4 mars 1797 - 3 mars 1803        | John A. Hanna (en)    | Républicain-Démocrate | Élu en 1796. Réélu en 1798. Réélu en 1800. Redécoupage vers le 4e district. | Second siège ajouté en 1813. | Second siège ajouté en 1813. | Second siège ajouté en 1813. |
| 8e        | 4 mars 1803 - 3 mars 1805        | John Stewart (en)     | Républicain-Démocrate | Redécoupage depuis le 8e district et réélu en 1802. Perd sa réélection.     | Second siège ajouté en 1813. | Second siège ajouté en 1813. | Second siège ajouté en 1813. |
| 9e , 10e  | 4 mars 1805 - 3 mars 1809        | James Kelly (en)      | Fédéraliste           | Élu en 1804. Réélu en 1806. Perd sa réélection.                             | Second siège ajouté en 1813. | Second siège ajouté en 1813. | Second siège ajouté en 1813. |
| 11e , 12e | 4 mars 1809 - 3 mars 1813        | William Crawford (en) | Républicain-Démocrate | Élu en 1808. Réélu en 1810. Redécoupage vers le 5e district.                | Second siège ajouté en 1813. | Second siège ajouté en 1813. | Second siège ajouté en 1813. |
| 13e       | 4 mars 1813 - 3 mars 1815        | Samuel D. Ingham      | Républicain-Démocrate | Élu en 1812. Réélu en 1814. Réélu en 1816. Démissionne.                     | Robert Brown (en)            | Républicain-Démocrate        | Redécoupage depuis le 2e district et réélu en 1812. Réélu en 1814. Retrait.                                                      |
| 14e       | 4 mars 1815 - 3 mars 1817        | Samuel D. Ingham      | Républicain-Démocrate | Élu en 1812. Réélu en 1814. Réélu en 1816. Démissionne.                     | John Ross (en)               | Républicain-Démocrate        | Élu en 1814. Réélu en 1816. Démissionne pour devenir Président Juge du septième district judiciaire de Pennsylvanie.             |
| 15e       | 4 mars 1817 - 24 février 1818    | Samuel D. Ingham      | Républicain-Démocrate | Élu en 1812. Réélu en 1814. Réélu en 1816. Démissionne.                     | John Ross (en)               | Républicain-Démocrate        | Élu en 1814. Réélu en 1816. Démissionne pour devenir Président Juge du septième district judiciaire de Pennsylvanie.             |
| 15e       | 24 février 1818 - 3 mars 1818    | Samuel D. Ingham      | Républicain-Démocrate | Élu en 1812. Réélu en 1814. Réélu en 1816. Démissionne.                     | Vacant                       | Vacant                       | |
| 15e       | 3 mars 1818 - 6 juillet 1818     | Samuel D. Ingham      | Républicain-Démocrate | Élu en 1812. Réélu en 1814. Réélu en 1816. Démissionne.                     | Thomas Jones Rogers (en)     | Républicain-Démocrate        | Élu pour terminer le mandat de Ross. Également élu en 1818 pour un autre mandat. Réélu en 1820. Redécoupage vers le 8e district. |
| 15e       | 6 juillet 1818 - 13 octobre 1818 | Vacant                | Vacant                |                                                                             | Thomas Jones Rogers (en)     | Républicain-Démocrate        | Élu pour terminer le mandat de Ross. Également élu en 1818 pour un autre mandat. Réélu en 1820. Redécoupage vers le 8e district. |
| 15e       | 13 octobre 1818 - 3 mars 1819    | Samuel Moore          | Républicain-Démocrate | Élu pour terminer le mandat d'Ingham. Réélu en 1820. Démissionne.           | Thomas Jones Rogers (en)     | Républicain-Démocrate        | Élu pour terminer le mandat de Ross. Également élu en 1818 pour un autre mandat. Réélu en 1820. Redécoupage vers le 8e district. |
| 16e       | 4 mars 1819 - 3 mars 1821        | Samuel Moore          | Républicain-Démocrate | Élu pour terminer le mandat d'Ingham. Réélu en 1820. Démissionne.           | Thomas Jones Rogers (en)     | Républicain-Démocrate        | Élu pour terminer le mandat de Ross. Également élu en 1818 pour un autre mandat. Réélu en 1820. Redécoupage vers le 8e district. |
| 17e       | 4 mars 1821 - 20 mai 1822        | Samuel Moore          | Républicain-Démocrate | Élu pour terminer le mandat d'Ingham. Réélu en 1820. Démissionne.           | Thomas Jones Rogers (en)     | Républicain-Démocrate        | Élu pour terminer le mandat de Ross. Également élu en 1818 pour un autre mandat. Réélu en 1820. Redécoupage vers le 8e district. |
| 17e       | 20 mai 1822 - 7 octobre 1822     | Vacant                | Vacant                |                                                                             | Thomas Jones Rogers (en)     | Républicain-Démocrate        | Élu pour terminer le mandat de Ross. Également élu en 1818 pour un autre mandat. Réélu en 1820. Redécoupage vers le 8e district. |
| 17e       | 7 octobre 1822 - 3 mars 1823     | Samuel D. Ingham      | Républicain-Démocrate | Élu pour terminer le mandat de Moore. Redécoupage vers le 8e district.      | Thomas Jones Rogers (en)     | Républicain-Démocrate        | Élu pour terminer le mandat de Ross. Également élu en 1818 pour un autre mandat. Réélu en 1820. Redécoupage vers le 8e district. |

### 1823 - Présent: Un siège
| Membre                       | Parti                         | Années                          | Congrès        | Histoire électorale |
| ---------------------------- | ----------------------------- | ------------------------------- | -------------- | --- |
| Robert Harris (en)           | Républicain-Démocrate Jackson | 4 mars 1823 - 3 mars 1825       | 18e , 19e      | Élu en 1822. Réélu en 1824. Retrait. |
| Robert Harris (en)           | Jacksonien (en)               | 4 mars 1825 - 3 mars 1827       | 18e , 19e      | Élu en 1822. Réélu en 1824. Retrait. |
| Innis Green (en)             | Jacksonien (en)               | 4 mars 1827 - 3 mars 1831       | 20e , 21e      | Élu en 1826. Réélu en 1828. Retrait. |
| John C. Bucher (en)          | Jacksonien (en)               | 4 mars 1831 - 3 mars 1833       | 22e            | Élu en 1830. Redécoupage vers le 10e district. |
| Robert Ramsey (en)           | Jacksonien (en)               | 4 mars 1833 - 3 mars 1835       | 23e            | Élu en 1832. Retrait. |
| Mathias Morris (en)          | National-républicain          | 4 mars 1835 - 3 mars 1837       | 24e , 25e      | Élu en 1834. Réélu en 1836. Perd sa réélection. |
| Mathias Morris (en)          | Whig                          | 4 mars 1837 - 3 mars 1839       | 24e , 25e      | Élu en 1834. Réélu en 1836. Perd sa réélection. |
| John Davis (en)              | Démocrate                     | 4 mars 1839 - 3 mars 1841       | 26e            | Élu en 1838. Perd sa réélection. |
| Robert Ramsey (en)           | Whig                          | 4 mars 1841 - 3 mars 1843       | 27e            | Élu en 1840. Retrait. |
| Michael H. Henks (en)        | Whig                          | 4 mars 1843 - 3 mars 1845       | 28e            | Élu en 1843. Perd sa réélection. |
| Jacob Erdman (en)            | Démocrate                     | 4 mars 1845 - 3 mars 1847       | 29e            | Élu en 1844. Perd sa réélection. |
| John Westbrook Hornbeck (en) | Whig                          | 4 mars 1847 - 16 janvier 1848   | 30e            | Élu en 1846. Décès. |
| Vacant                       | Vacant                        | 17 janvier 1848 - 5 mars 1848   | 30e            | |
| Samuel A. Bridges (en)       | Démocrate                     | 6 mars 1848 - 3 mars 1849       | 30e            | Élu pour terminer le mandat d'Hornbeck. Retrait. |
| Thomas Ross (en)             | Démocrate                     | 4 mars 1849 - 3 mars 1853       | 31e , 32e      | Élu en 1848. Réélu en 1850. |
| William Everhart (en)        | Whig                          | 4 mars 1853 - 3 mars 1855       | 33e            | Élu en 1852. |
| John Hickman (en)            | Démocrate                     | 4 mars 1855 - 3 mars 1859       | 34e - 37e      | Élu en 1854. Réélu en 1856. Réélu en 1858. Réélu en 1860. |
| John Hickman (en)            | Démocrate Anti-Lecompton      | 4 mars 1859 - 3 mars 1861       | 34e - 37e      | Élu en 1854. Réélu en 1856. Réélu en 1858. Réélu en 1860. |
| John Hickman (en)            | Républicain                   | 4 mars 1861 - 3 mars 1863       | 34e - 37e      | Élu en 1854. Réélu en 1856. Réélu en 1858. Réélu en 1860. |
| John D. Stiles (en)          | Démocrate                     | 4 mars 1863 - 3 mars 1865       | 38e            | Élu en 1862. |
| Benjamin M. Boyer (en)       | Démocrate                     | 4 mars 1865 - 3 mars 1869       | 39e , 40e      | Élu en 1864. Réélu en 1866. Retrait. |
| John D. Stiles (en)          | Démocrate                     | 4 mars 1869 - 3 mars 1871       | 41e            | Redécoupage depuis le 7e district et réélu en 1868. Retrait. |
| Ephraim L. Acker (en)        | Démocrate                     | 4 mars 1871 - 3 mars 1873       | 42e            | Élu en 1870. Perd sa réélection. |
| James S. Biery (en)          | Républicain                   | 4 mars 1873 - 3 mars 1875       | 43e            | Élu en 1872. Retrait. |
| Washington Townsend (en)     | Républicain                   | 4 mars 1875 - 3 mars 1877       | 44e            | Redécoupage depuis le 7e district et réélu en 1874. Retrait. |
| William Ward (en)            | Républicain                   | 4 mars 1877 - 3 mars 1883       | 45e - 47e      | Élu en 1876. Réélu en 1878. Réélu en 1880. Retrait. |
| James B. Everhart (en)       | Républicain                   | 4 mars 1883 - 3 mars 1887       | 48e , 49e      | Élu en 1882. Réélu en 1884. Perd sa renomination. |
| Smedley Darlington (en)      | Républicain                   | 4 mars 1887 - 3 mars 1891       | 50e , 51e      | Élu en 1886. Réélu en 1888. Retrait. |
| John B. Robinson (en)        | Républicain                   | 4 mars 1891 - 3 mars 1897       | 52e - 54e      | Élu en 1890. Réélu en 1892. Réélu en 1894. Perd sa réélection. |
| Thomas S. Butler             | Républicain Indépendant (en)  | 4 mars 1897 - 3 mars 1899       | 55e - 57e      | Élu en 1896. Réélu en 1898. Réélu en 1900. |
| Thomas S. Butler             | Républicain                   | 4 mars 1899 - 3 mars 1903       | 55e - 57e      | Élu en 1896. Réélu en 1898. Réélu en 1900. |
| George D. McCreary (en)      | Républicain                   | 4 mars 1903 - 3 mars 1913       | 58e - 62e      | Élu en 1902. Réélu en 1904. Réélu en 1906. Réélu en 1908. Réélu en 1910. Retrait. |
| J. Washington Logue (en)     | Démocrate                     | 4 mars 1913 - 3 mars 1915       | 63e            | Élu en 1912. Perd sa réélection. |
| George P. Darrow (en)        | Républicain                   | 4 mars 1915 - 3 mars 1923       | 64e - 67e      | Élu en 1914. Réélu en 1916. Réélu en 1918. Réélu en 1920. Redécoupage vers le 7e district.                                                                                                 |
| George A. Welsh (en)         | Républicain                   | 4 mars 1923 - 31 mai 1932       | 68e - 72e      | Élu en 1922. Réélu en 1924. Réélu en 1926. Réélu en 1928. Réélu en 1930. Démissionne pour devenir Juge de District.                                                                        |
| Vacant                       | Vacant                        | 31 mai 1932 - 8 novembre 1932   | 72e            | |
| Robert L. Davis (en)         | Républicain                   | 8 novembre 1932 - 3 mars 1933   | 72e            | Élu pour terminer le mandat de Welsh. |
| Edward L. Stokes (en)        | Républicain                   | 4 mars 1933 - 3 janvier 1935    | 73e            | Redécoupage depuis le 2e district et réélu en 1932. Retrait pour se présenter comme Gouverneur.                                                                                            |
| Michael J. Stack (en)        | Démocrate                     | 3 janvier 1935 - 3 janvier 1939 | 74e , 75e      | Élu en 1934. Réélu en 1936. Perd sa renomination et sa réélection sous un différent parti.                                                                                                 |
| Francis J. Myers (en)        | Démocrate                     | 3 janvier 1939 - 3 janvier 1945 | 76e - 78e      | Élu en 1938. Réélu en 1940. Réélu en 1942. |
| Herbert J. McGlinchey (en)   | Démocrate                     | 3 janvier 1945 - 3 janvier 1947 | 79e            | Élu en 1944. Perd sa réélection. |
| Hugh Scott (en)              | Républicain                   | 3 janvier 1947 - 3 janvier 1959 | 80e - 85e      | Élu en 1946. Réélu en 1948. Réélu en 1950. Réélu en 1952. Réélu en 1954. Réélu en 1956. Retrait pour se présenter comme Sénateur des États-Unis.                                           |
| Herman Toll (en)             | Démocrate                     | 3 janvier 1959 - 3 janvier 1963 | 86e , 87e      | Élu en 1958. Réélu en 1960. Redécoupage vers le 4e district. |
| George M. Rhodes (en)        | Démocrate                     | 3 janvier 1963 - 3 janvier 1969 | 88e - 90e      | Redécoupage depuis le 14e district et réélu en 1962. Réélu en 1964. Réélu en 1966. Retrait.                                                                                                |
| Gus Yatron (en)              | Démocrate                     | 3 janvier 1969 - 3 janvier 1993 | 91e - 102e     | Élu en 1968. Réélu en 1970. Réélu en 1972. Réélu en 1974. Réélu en 1976. Réélu en 1978. Réélu en 1980. Réélu en 1982. Réélu en 1984. Réélu en 1986. Réélu en 1988. Réélu en 1990. Retrait. |
| Tim Holden (en)              | Démocrate                     | 3 janvier 1993 - 3 janvier 2003 | 103e - 107e    | Élu en 1992. Réélu en 1994. Réélu en 1996. Réélu en 1998. Réélu en 2000. Redécoupage vers le 17e district.                                                                                 |
| Jim Gerlach (en)             | Républicain                   | 3 janvier 2003 - 3 janvier 2015 | 108e - 113e    | Élu en 2002. Réélu en 2004. Réélu en 2006. Réélu en 2008. Réélu en 2010. Réélu en 2012. Retrait.                                                                                           |
| Ryan Costello                | Républicain                   | 3 janvier 2015 - 3 janvier 2019 | 114e , 115e    | Élu en 2014. Réélu en 2016. Retrait. |
| Chrissy Houlahan             | Démocrate                     | 3 janvier 2019 - Présent        | 116e - Présent | Élue en 2018. Réélue en 2020. Réélue en 2022. |

## Résultats des récentes élections
Voici les résultats des dix précédents cycles électoraux dans le district.

## Frontières historiques du district

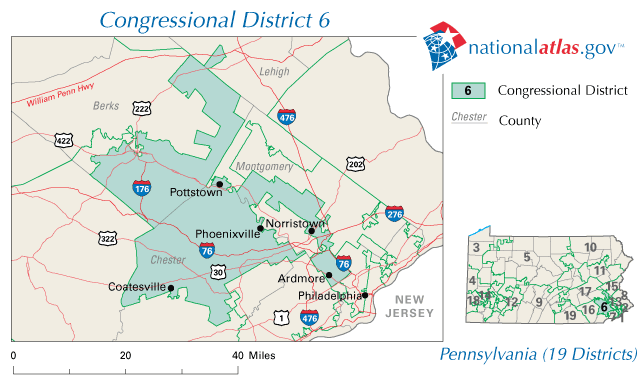
2003 - 2013

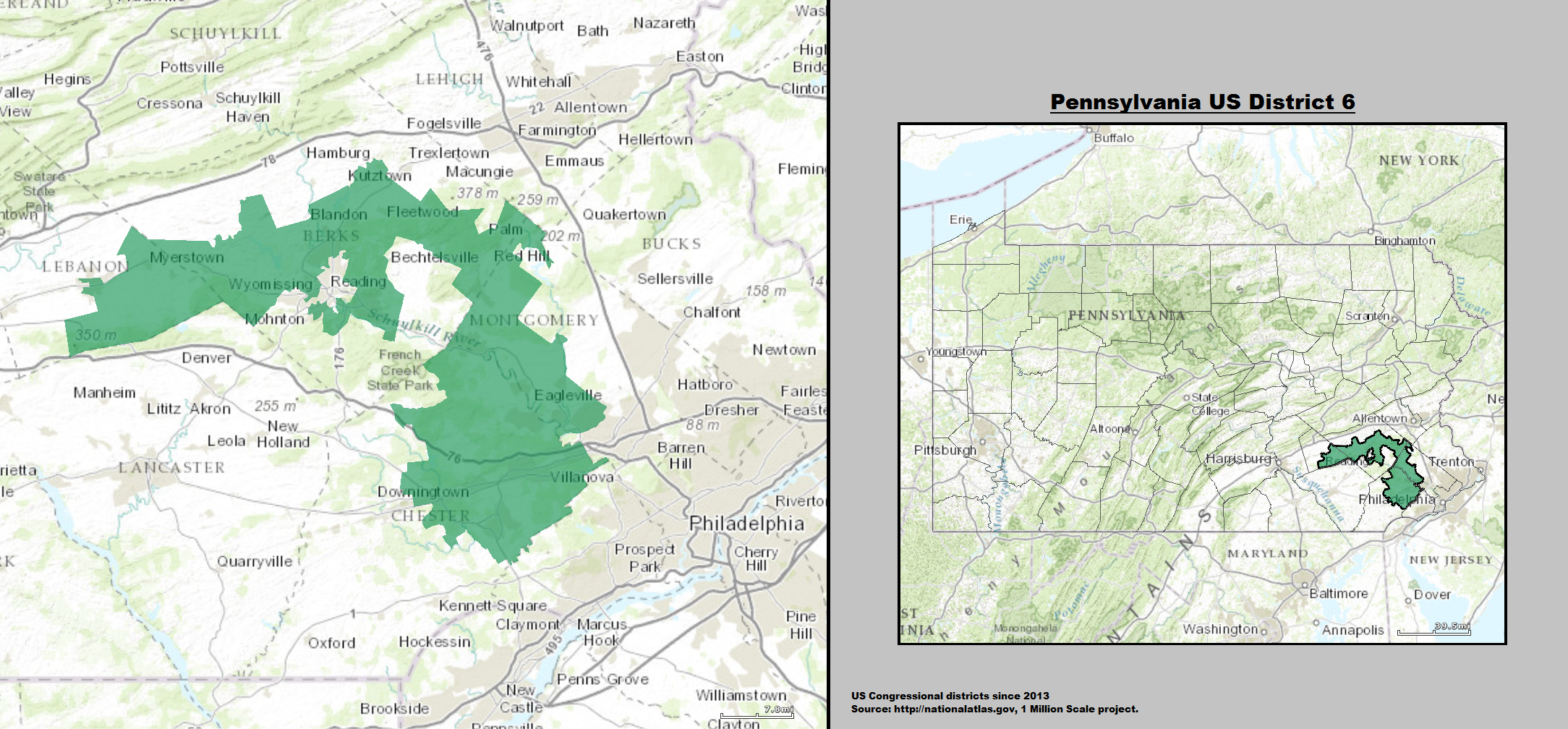
2013 - 2019

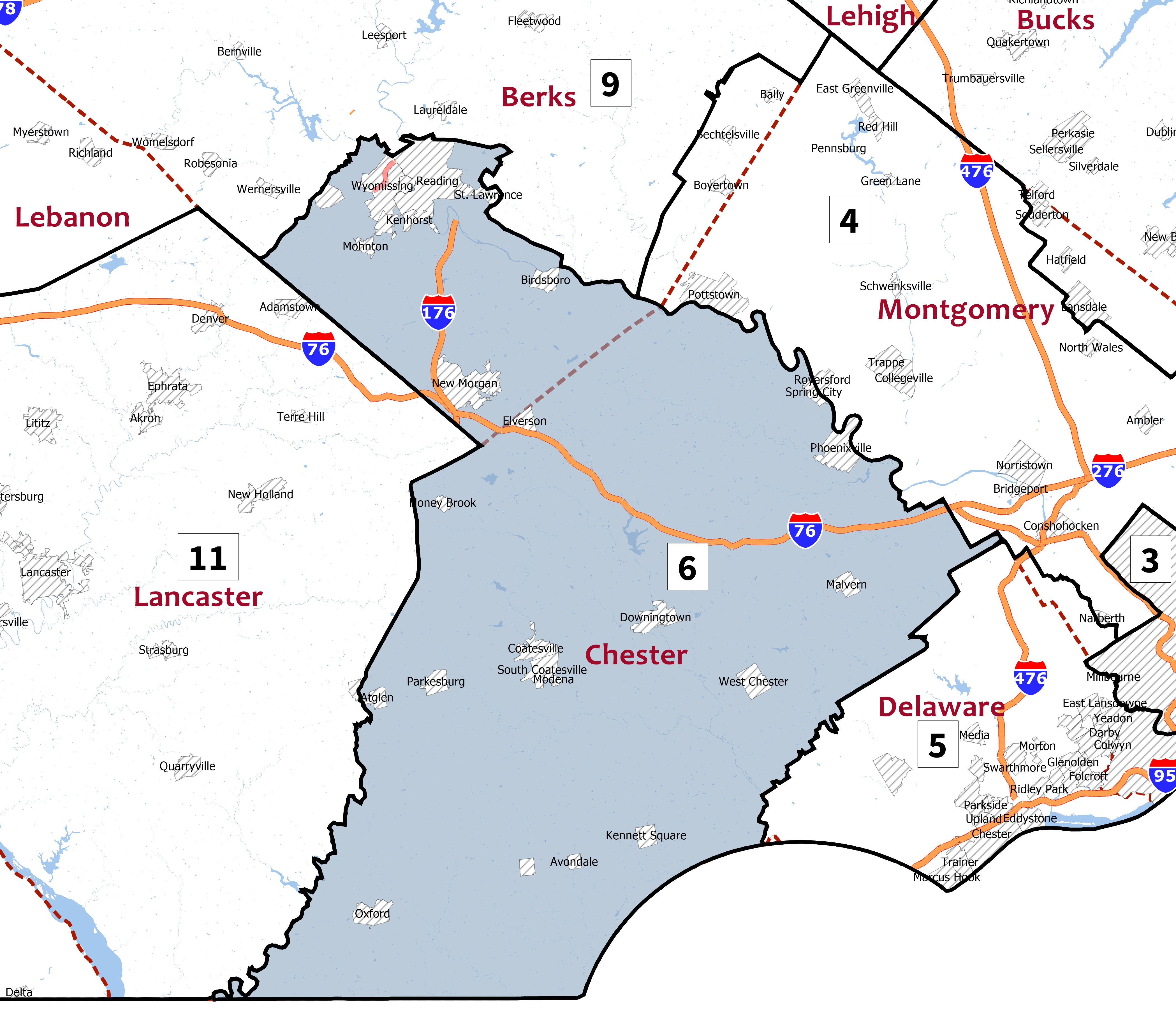
2019 - 2023

### 2004
| Élection de 2004 du 6e district congressionnel de Pennsylvanie | Élection de 2004 du 6e district congressionnel de Pennsylvanie | Élection de 2004 du 6e district congressionnel de Pennsylvanie | Élection de 2004 du 6e district congressionnel de Pennsylvanie | Élection de 2004 du 6e district congressionnel de Pennsylvanie |
| -------------------------------------------------------------- | -------------------------------------------------------------- | -------------------------------------------------------------- | -------------------------------------------------------------- | -------------------------------------------------------------- |
| Parti                                                          | Parti                                                          | Candidat                                                       | Votes                                                          | %                                                              |
|                                                                | Républicain                                                    | Jim Gerlach (en) (sortant)                                     | 160 348                                                        | 51,0                                                           |
|                                                                | Démocrate                                                      | Lois Murphy                                                    | 153 977                                                        | 49,0                                                           |
| Total des votes                                                | Total des votes                                                | Total des votes                                                | 314 325                                                        | 100 %                                                          |
|                                                                | Les Républicains conservent                                    |                                                                |                                                                |                                                                |

### 2006
| Élection de 2006 du 6e district congressionnel de Pennsylvanie | Élection de 2006 du 6e district congressionnel de Pennsylvanie | Élection de 2006 du 6e district congressionnel de Pennsylvanie | Élection de 2006 du 6e district congressionnel de Pennsylvanie | Élection de 2006 du 6e district congressionnel de Pennsylvanie |
| -------------------------------------------------------------- | -------------------------------------------------------------- | -------------------------------------------------------------- | -------------------------------------------------------------- | -------------------------------------------------------------- |
| Parti                                                          | Parti                                                          | Candidat                                                       | Votes                                                          | %                                                              |
|                                                                | Républicain                                                    | Jim Gerlach (en) (sortant)                                     | 121 047                                                        | 50,7                                                           |
|                                                                | Démocrate                                                      | Lois Murphy                                                    | 117 892                                                        | 49,3                                                           |
| Total des votes                                                | Total des votes                                                | Total des votes                                                | 239 939                                                        | 100 %                                                          |
|                                                                | Les Républicains conservent                                    |                                                                |                                                                |                                                                |

### 2008
| Élection de 2008 du 6e district congressionnel de Pennsylvanie | Élection de 2008 du 6e district congressionnel de Pennsylvanie | Élection de 2008 du 6e district congressionnel de Pennsylvanie | Élection de 2008 du 6e district congressionnel de Pennsylvanie | Élection de 2008 du 6e district congressionnel de Pennsylvanie |
| -------------------------------------------------------------- | -------------------------------------------------------------- | -------------------------------------------------------------- | -------------------------------------------------------------- | -------------------------------------------------------------- |
| Parti                                                          | Parti                                                          | Candidat                                                       | Votes                                                          | %                                                              |
|                                                                | Républicain                                                    | Jim Gerlach (en) (sortant)                                     | 179 423                                                        | 52,1                                                           |
|                                                                | Démocrate                                                      | Bob Roggio                                                     | 164 952                                                        | 47,9                                                           |
| Total des votes                                                | Total des votes                                                | Total des votes                                                | 344 375                                                        | 100 %                                                          |
|                                                                | Les Républicains conservent                                    |                                                                |                                                                |                                                                |

### 2010
| Élection de 2010 du 6e district congressionnel de Pennsylvanie | Élection de 2010 du 6e district congressionnel de Pennsylvanie | Élection de 2010 du 6e district congressionnel de Pennsylvanie | Élection de 2010 du 6e district congressionnel de Pennsylvanie | Élection de 2010 du 6e district congressionnel de Pennsylvanie |
| -------------------------------------------------------------- | -------------------------------------------------------------- | -------------------------------------------------------------- | -------------------------------------------------------------- | -------------------------------------------------------------- |
| Parti                                                          | Parti                                                          | Candidat                                                       | Votes                                                          | %                                                              |
|                                                                | Républicain                                                    | Jim Gerlach (en) (sortant)                                     | 133 770                                                        | 57,1                                                           |
|                                                                | Démocrate                                                      | Manan Trivedi                                                  | 100 493                                                        | 42,9                                                           |
| Total des votes                                                | Total des votes                                                | Total des votes                                                | 234 263                                                        | 100 %                                                          |
|                                                                | Les Républicains conservent                                    |                                                                |                                                                |                                                                |

### 2012
| Élection de 2012 du 6e district congressionnel de Pennsylvanie | Élection de 2012 du 6e district congressionnel de Pennsylvanie | Élection de 2012 du 6e district congressionnel de Pennsylvanie | Élection de 2012 du 6e district congressionnel de Pennsylvanie | Élection de 2012 du 6e district congressionnel de Pennsylvanie |
| -------------------------------------------------------------- | -------------------------------------------------------------- | -------------------------------------------------------------- | -------------------------------------------------------------- | -------------------------------------------------------------- |
| Parti                                                          | Parti                                                          | Candidat                                                       | Votes                                                          | %                                                              |
|                                                                | Républicain                                                    | Jim Gerlach (en) (sortant)                                     | 191 725                                                        | 57,1                                                           |
|                                                                | Démocrate                                                      | Manan Trivedi                                                  | 143 803                                                        | 42,9                                                           |
| Total des votes                                                | Total des votes                                                | Total des votes                                                | 335 528                                                        | 100 %                                                          |
|                                                                | Les Républicains conservent                                    |                                                                |                                                                |                                                                |

### 2014
| Élection de 2014 du 6e district congressionnel de Pennsylvanie | Élection de 2014 du 6e district congressionnel de Pennsylvanie | Élection de 2014 du 6e district congressionnel de Pennsylvanie | Élection de 2014 du 6e district congressionnel de Pennsylvanie | Élection de 2014 du 6e district congressionnel de Pennsylvanie |
| -------------------------------------------------------------- | -------------------------------------------------------------- | -------------------------------------------------------------- | -------------------------------------------------------------- | -------------------------------------------------------------- |
| Parti                                                          | Parti                                                          | Candidat                                                       | Votes                                                          | %                                                              |
|                                                                | Républicain                                                    | Ryan Costello                                                  | 119 643                                                        | 56,3                                                           |
|                                                                | Démocrate                                                      | Manan Trivedi                                                  | 92 901                                                         | 43,7                                                           |
| Total des votes                                                | Total des votes                                                | Total des votes                                                | 212 544                                                        | 100 %                                                          |
|                                                                | Les Républicains conservent                                    |                                                                |                                                                |                                                                |

### 2016
| Élection de 2016 du 6e district congressionnel de Pennsylvanie | Élection de 2016 du 6e district congressionnel de Pennsylvanie | Élection de 2016 du 6e district congressionnel de Pennsylvanie | Élection de 2016 du 6e district congressionnel de Pennsylvanie | Élection de 2016 du 6e district congressionnel de Pennsylvanie |
| -------------------------------------------------------------- | -------------------------------------------------------------- | -------------------------------------------------------------- | -------------------------------------------------------------- | -------------------------------------------------------------- |
| Parti                                                          | Parti                                                          | Candidat                                                       | Votes                                                          | %                                                              |
|                                                                | Républicain                                                    | Ryan Costello (sortant)                                        | 207 469                                                        | 57,2                                                           |
|                                                                | Démocrate                                                      | Mike Parrish                                                   | 155 000                                                        | 42,8                                                           |
| Total des votes                                                | Total des votes                                                | Total des votes                                                | 362 469                                                        | 100 %                                                          |
|                                                                | Les Républicains conservent                                    |                                                                |                                                                |                                                                |

### 2018
| Élection de 2018 du 6e district congressionnel de Pennsylvanie | Élection de 2018 du 6e district congressionnel de Pennsylvanie | Élection de 2018 du 6e district congressionnel de Pennsylvanie | Élection de 2018 du 6e district congressionnel de Pennsylvanie | Élection de 2018 du 6e district congressionnel de Pennsylvanie |
| -------------------------------------------------------------- | -------------------------------------------------------------- | -------------------------------------------------------------- | -------------------------------------------------------------- | -------------------------------------------------------------- |
| Parti                                                          | Parti                                                          | Candidat                                                       | Votes                                                          | %                                                              |
|                                                                | Démocrate                                                      | Chrissy Houlahan                                               | 177 704                                                        | 58,9                                                           |
|                                                                | Républicain                                                    | Greg McCauley                                                  | 124 124                                                        | 41,1                                                           |
| Total des votes                                                | Total des votes                                                | Total des votes                                                | 301 828                                                        | 100 %                                                          |
|                                                                | Les Démocrates prennent aux Républicains                       |                                                                |                                                                |                                                                |

### 2020
| Élection de 2020 du 6e district congressionnel de Pennsylvanie | Élection de 2020 du 6e district congressionnel de Pennsylvanie | Élection de 2020 du 6e district congressionnel de Pennsylvanie | Élection de 2020 du 6e district congressionnel de Pennsylvanie | Élection de 2020 du 6e district congressionnel de Pennsylvanie |
| -------------------------------------------------------------- | -------------------------------------------------------------- | -------------------------------------------------------------- | -------------------------------------------------------------- | -------------------------------------------------------------- |
| Parti                                                          | Parti                                                          | Candidat                                                       | Votes                                                          | %                                                              |
|                                                                | Démocrate                                                      | Chrissy Houlahan (sortante)                                    | 226 440                                                        | 56,1                                                           |
|                                                                | Républicain                                                    | John Emmons                                                    | 177 526                                                        | 43,9                                                           |
|                                                                | Indépendant                                                    | John H. McHugh (write-in)                                      | 0                                                              | 0,0                                                            |
| Total des votes                                                | Total des votes                                                | Total des votes                                                | 403 966                                                        | 100 %                                                          |
|                                                                | Les Démocrates conservent                                      |                                                                |                                                                |                                                                |

### 2022
| Primaire Démocrate de 2022 du 6e district congressionnel de Pennsylvanie | Primaire Démocrate de 2022 du 6e district congressionnel de Pennsylvanie | Primaire Démocrate de 2022 du 6e district congressionnel de Pennsylvanie | Primaire Démocrate de 2022 du 6e district congressionnel de Pennsylvanie | Primaire Démocrate de 2022 du 6e district congressionnel de Pennsylvanie |
| ------------------------------------------------------------------------ | ------------------------------------------------------------------------ | ------------------------------------------------------------------------ | ------------------------------------------------------------------------ | ------------------------------------------------------------------------ |
| Parti                                                                    | Parti                                                                    | Candidat                                                                 | Votes                                                                    | %                                                                        |
|                                                                          | Démocrate                                                                | Chrissy Houlahan (sortante)                                              | 71 703                                                                   | 100 %                                                                    |

| Primaire Républicaine de 2022 du 6e district congressionnel de Pennsylvanie | Primaire Républicaine de 2022 du 6e district congressionnel de Pennsylvanie | Primaire Républicaine de 2022 du 6e district congressionnel de Pennsylvanie | Primaire Républicaine de 2022 du 6e district congressionnel de Pennsylvanie | Primaire Républicaine de 2022 du 6e district congressionnel de Pennsylvanie |
| --------------------------------------------------------------------------- | --------------------------------------------------------------------------- | --------------------------------------------------------------------------- | --------------------------------------------------------------------------- | --------------------------------------------------------------------------- |
| Parti                                                                       | Parti                                                                       | Candidat                                                                    | Votes                                                                       | %                                                                           |
|                                                                             | Républicain                                                                 | Guy Ciarocchi                                                               | 23 353                                                                      | 33,1                                                                        |
|                                                                             | Républicain                                                                 | Steve Fanelli                                                               | 21 135                                                                      | 29,9                                                                        |
|                                                                             | Républicain                                                                 | Ron Vogel                                                                   | 15 617                                                                      | 22,1                                                                        |
|                                                                             | Républicain                                                                 | Regina Mauro                                                                | 10 548                                                                      | 14,9                                                                        |

| Élection de 2022 du 6e district congressionnel de Pennsylvanie | Élection de 2022 du 6e district congressionnel de Pennsylvanie | Élection de 2022 du 6e district congressionnel de Pennsylvanie | Élection de 2022 du 6e district congressionnel de Pennsylvanie | Élection de 2022 du 6e district congressionnel de Pennsylvanie |
| -------------------------------------------------------------- | -------------------------------------------------------------- | -------------------------------------------------------------- | -------------------------------------------------------------- | -------------------------------------------------------------- |
| Parti                                                          | Parti                                                          | Candidat                                                       | Votes                                                          | %                                                              |
|                                                                | Démocrate                                                      | Chrissy Houlahan (sortante)                                    | 190 386                                                        | 58,3                                                           |
|                                                                | Républicain                                                    | Guy Ciarocchi                                                  | 136 097                                                        | 41,7                                                           |
| Total des votes                                                | Total des votes                                                | Total des votes                                                | 326 483                                                        | 100 %                                                          |
|                                                                | Les Démocrates conservent                                      |                                                                |                                                                |                                                                |

### 2024
| Primaire Démocrate de 2024 du 6e district congressionnel de Pennsylvanie | Primaire Démocrate de 2024 du 6e district congressionnel de Pennsylvanie | Primaire Démocrate de 2024 du 6e district congressionnel de Pennsylvanie | Primaire Démocrate de 2024 du 6e district congressionnel de Pennsylvanie | Primaire Démocrate de 2024 du 6e district congressionnel de Pennsylvanie |
| ------------------------------------------------------------------------ | ------------------------------------------------------------------------ | ------------------------------------------------------------------------ | ------------------------------------------------------------------------ | ------------------------------------------------------------------------ |
| Parti                                                                    | Parti                                                                    | Candidat                                                                 | Votes                                                                    | %                                                                        |
|                                                                          | Démocrate                                                                | Chrissy Houlahan (sortante)                                              | 58 552                                                                   | 100 %                                                                    |

| Primaire Républicaine de 2024 du 6e district congressionnel de Pennsylvanie | Primaire Républicaine de 2024 du 6e district congressionnel de Pennsylvanie | Primaire Républicaine de 2024 du 6e district congressionnel de Pennsylvanie | Primaire Républicaine de 2024 du 6e district congressionnel de Pennsylvanie | Primaire Républicaine de 2024 du 6e district congressionnel de Pennsylvanie |
| --------------------------------------------------------------------------- | --------------------------------------------------------------------------- | --------------------------------------------------------------------------- | --------------------------------------------------------------------------- | --------------------------------------------------------------------------- |
| Parti                                                                       | Parti                                                                       | Candidat                                                                    | Votes                                                                       | %                                                                           |
|                                                                             | Républicain                                                                 | Neil Young                                                                  | 45 072                                                                      | 100 %                                                                       |

| Élection de 2024 du 6e district congressionnel de Pennsylvanie | Élection de 2024 du 6e district congressionnel de Pennsylvanie | Élection de 2024 du 6e district congressionnel de Pennsylvanie | Élection de 2024 du 6e district congressionnel de Pennsylvanie | Élection de 2024 du 6e district congressionnel de Pennsylvanie |
| -------------------------------------------------------------- | -------------------------------------------------------------- | -------------------------------------------------------------- | -------------------------------------------------------------- | -------------------------------------------------------------- |
| Parti                                                          | Parti                                                          | Candidat                                                       | Votes                                                          | %                                                              |
|                                                                | Démocrate                                                      | Chrissy Houlahan (sortante)                                    | TBD                                                            | TBD                                                            |
|                                                                | Républicain                                                    | Neil Young                                                     | TBD                                                            | TBD                                                            |
| Total des votes                                                | Total des votes                                                | Total des votes                                                | TBD                                                            | 100 %                                                          |
|                                                                |                                                                |                                                                |                                                                |                                                                |